# Brunetto Brunetti
Brunetto Brunetti (Pesaro, 25 novembre 1887 – Roma, 5 aprile 1947) è stato un generale italiano, comandante generale dell'Arma dei Carabinieri dal 7 marzo 1945 al 5 aprile 1947.

## Biografia
Allievo nell'Accademia Militare di Artiglieria e Genio di Torino dal novembre 1905, fu nominato Sottotenente d'Artiglieria il 3 agosto 1908.
Promosso il 12 agosto 1910, Tenente nel 13º Reggimento d'Artiglieria da Campagna, prese parte agli eventi bellici sia della Guerra Italo-Turca e, poi, con i gradi di Capitano e Maggiore alla Grande Guerra. Inviato alla Scuola di Guerra fu poi destinato alla Scuola Centrale d'Artiglieria. Tenente Colonnello nel 1926.
Promosso a Colonnello il 3 luglio 1935 assunse il comando del 22º Reggimento di Artiglieria in Sicilia. Comandante della Scuola di Applicazione di Artiglieria e Genio nel 1937, fu promosso al grado di Generale di Brigata il 30 giugno 1939.
Generale di Divisione il 28 giugno 1942, veniva nominato Comandante della 27ª Divisione di Fanteria “Brescia” in Egitto dal 19 ottobre successivo, in sostituzione del generale Alessandro Predieri, caduto sul campo.
Nella battaglia di El Alamein, dal 23 ottobre al 5 novembre 1942, il generale comandava la detta Divisione di fanteria (composta dal 19º Reggimento fanteria "Brescia", dal 20º Reggimento fanteria "Brescia" e dal 1º Reggimento artiglieria Celere). Fu catturato dagli inglesi al termine della battaglia ed internato in Gran Bretagna.
Rientrato in patria nel 1944, rimase a disposizione del Ministero della Guerra per poi essere assegnato prima al comando della Sardegna e poi quale Comandante generale dell'Arma dei RR. CC. dopo il "caso Roatta", dal 7 marzo 1945 sino al 5 aprile 1947.
Il 10 maggio 1946 emanò una circolare intitolata "Contegno dell'Arma durante e dopo le elezioni politiche" in vista del referendum del 2 giugno 1946. Con quel testo, lontano dalla sterile comunicazione burocratica, Brunetti si rivolse a tutti i Carabinieri segnalando il loro ruolo perché “Apolitici per tendenza e per tradizione" e rispettosi della "volontà popolare" avrebbero saputo mostrare la loro fermezza in una prova particolarmente difficile per il Paese che era appena uscito dalla guerra poiché "autentici figli del popolo preposti alla tutela delle leggi e dei cittadini ed al mantenimento dell’ordine e della sicurezza pubblica". La definizione è chiaramente collegata alla missione e al ruolo dell'Arma dei Carabinieri, verso la nuova costituzione dello Stato Italiano, dalla Monarchia in Repubblica.
Svolse un ruolo determinante nell'instaurare un dialogo con gli anglo-americani che erano intenzionati ad applicare il modello britannico alle forze di polizia, convincendoli della bontà degli ordinamenti dell'Arma dei Carabinieri che così non subì particolari interventi organizzativi.

 
Nel corso della carriera fu insignito di numerose onorificenze e ricompense tra le quali la croce di Grande Ufficiale dell’Ordine della Corona d’Italia e 2 Medaglie di Bronzo al Valor Militare.
Morì improvvisamente durante l'esercizio del Comando. Oggi riposa nel Cimitero di Civitavecchia.